# Arquebisbat de Daegu
L'arquebisbat de Daegu (coreà: 대구대교구); llatí:  Archidioecesis Daeguensis) és una seu metropolitana de l'Església catòlica a Corea del Sud.
Al 2019 tenia 507.833 batejats d'un total de 4.503.504 habitants. Actualment està regida per l'arquebisbe metropolità Thaddeus Cho Hwan-Kil.

## Territori
L'arxidiòcesi comprèn la ciutat metropolitana de Daegu, i alguns territoris de la província de Gyeongsangbuk-do, comprenent les ciutats de Gimcheon, Gumi, Gyeongju, Gyeongsan, Pohang i Yeongcheon, i dels comtats de Cheongdo, Chilgok, Goryeong, Gunwi, Seongju i Ulleung.
La seu episcopal és la ciutat de Daegu, on es troba la catedral de Kyesan Cathedral
El territori s'estén sobre 9.129 km² i està dividit en 162 parròquies

## Província eclesiàstica
La província eclesiàstica de Daegu té les següents diòcesis sufragànies:
- Andong
- Pusan
- Cheongju
- Masan

## Història
El vicariat apostòlic de Taiku va ser erigit el 8 d'abril de 1911 amb el breu apostòlic Quo uberiores del papa Pius X, prenent el territori del vicariat apostòlic de Corea (avui arquebisbat de Seül).
El 13 d'abril de 1937 cedí una porció del seu territori a benefici de l'erecció de les prefectures apostòliques de Kwoszu (avui arquebisbat de Kwangju) e Zenshu (avui bisbat de Jeonju).
El 21 de gener de 1957 cedí una nova porció de territori per tal que es crees el vicariat apostòlic de Pusan (avui bisbat de Pusan).
El 10 de març de 1962, en virtut de la butlla Fertile Evangelii semen del papa Joan XXIII, el vicariat apostòlic va ser elevat al rang d'arxidiòcesi metropolitana i assumí el nom actual.
El 29 de maig de 1969 l'arxidiòcesi cedí part del seu territori a benefici de l'erecció del bisbat d'Andong.

## Cronologia episcopal
- Florian-Jean-Baptiste Démange, M.E.P. † (8 d'abril de 1911 - 9 de febrer de 1938 mort)
- Jean-Germain Mousset, M.E.P. † (13 de desembre de 1938 - 25 d'octubre de 1942 renuncià)
  - Sede vacante (1942-1948)
- John Baptist Choe (Tchoi) † (9 de desembre de 1948 - 14 de desembre de 1954 mort)
- John Baptist Sye Bong-Kil † (3 de juliol de 1955 - 5 de juliol de 1986 jubilat)
- Paul Ri Moun-hi † (5 de juliol de 1986 - 29 de març de 2007 renuncià)
- John Choi Young-su † (29 de març de 2007 - 17 d'agost de 2009 renuncià)
- Thaddeus Cho Hwan-Kil, dal 4 de novembre de 2010

## Estadístiques
A finals del 2020, l'arxidiòcesi tenia 507.833 batejats sobre una població de 4.503.504 persones, equivalent al 11,3% del total.
| any  | població | població  | població | sacerdots | sacerdots       | sacerdots       | sacerdots             | diàques | religiosos | religiosos | parroquies |
| ---- | -------- | --------- | -------- | --------- | --------------- | --------------- | --------------------- | ------- | ---------- | ---------- | ---------- |
| any  | batejats | total     | %        | total     | clergat secular | clergat regular | batejats por sacerdot | diàques | homes      | dones      |            |
| 1949 | 30.243   | 6.290.000 | 0,5      | 37        | 37              |                 | 817                   |         |            | 35         | 34         |
| 1970 | 77.891   | 3.148.954 | 2,5      | 126       | 98              | 28              | 618                   |         | 75         | 410        | 45         |
| 1980 | 126.553  | 3.443.173 | 3,7      | 119       | 88              | 31              | 1.063                 |         | 82         | 573        | 62         |
| 1990 | 245.024  | 4.142.489 | 5,9      | 152       | 120             | 32              | 1.612                 |         | 98         | 702        | 84         |
| 1999 | 342.263  | 4.397.791 | 7,8      | 249       | 213             | 36              | 1.374                 |         | 115        | 958        | 114        |
| 2000 | 359.964  | 4.439.003 | 8,1      | 257       | 222             | 35              | 1.400                 |         | 110        | 958        | 114        |
| 2001 | 371.532  | 4.467.057 | 8,3      | 274       | 239             | 35              | 1.355                 |         | 134        | 943        | 117        |
| 2002 | 382.361  | 4.474.349 | 8,5      | 283       | 249             | 34              | 1.351                 |         | 95         | 954        | 118        |
| 2003 | 391.607  | 4.470.061 | 8,8      | 311       | 277             | 34              | 1.259                 |         | 114        | 955        | 132        |
| 2004 | 402.958  | 4.466.810 | 9,0      | 315       | 282             | 33              | 1.279                 |         | 98         | 950        | 140        |
| 2006 | 419.299  | 4.466.166 | 9,4      | 353       | 315             | 38              | 1.187                 |         | 107        | 1.035      | 146        |
| 2013 | 471.571  | 4.523.733 | 10,4     | 429       | 382             | 47              | 1.099                 |         | 108        | 1.275      | 159        |
| 2016 | 491.921  | 4.533.397 | 10,9     | 449       | 410             | 39              | 1.095                 |         | 119        | 1.039      | 161        |
| 2019 | 507.833  | 4.503.504 | 11,3     | 489       | 444             | 45              | 1.038                 |         | 124        | 1.024      | 162        |